# جواز سفر نمساوي
تصدر جوازات السفر النمساوية لمواطني النمسا لتسهيل السفر الدولي. كل مواطن نمساوي هو أيضا مواطن في الإتحاد الأوروبي. باستخدام جواز السفر وبطاقة الهوية الوطنية يسمح لأي مواطن نمساوي حرية التنقل والإقامة في أي من دول المنطقة الاقتصادية الأوروبية وسويسرا.

## المظهر
جواز السفر النمساوي عنابي يتوسط غلافه الأمامي شعار النمسا. كتبت كلمات "EUROPÄISCHE UNION" (الاتحاد الأوروبي) و"REPUBLIK ÖSTERREICH" (جمهورية النمسا) فوق الشعار وكلمة "REISEPASS" (جواز السفر) أدناه. تُظهر كل صفحة من صفحات جواز السفر شعار النبالة لمقاطعة نمساوية مختلفة في الخلفية. من المقرر تصميم جواز سفر جديد في عام 2023.

## متطلبات التأشيرة
اعتبارًا من 7 أبريل 2020 كان المواطنون النمساويون يتمتعون بدخول 187 دولة وإقليم بدون تأشيرة أو تأشيرة عند الوصول، مما جعل جواز السفر النمساوي الخامس في العالم من حيث حرية السفر وفقًا مؤشر هينلي لجوازات السفر.
يمكن للمواطنين النمساويين العيش والعمل في أي بلد داخل الاتحاد الأوروبي نتيجة للحق في حرية التنقل والإقامة الممنوحة في المادة 21 من معاهدة الاتحاد الأوروبي.

## معرض صور

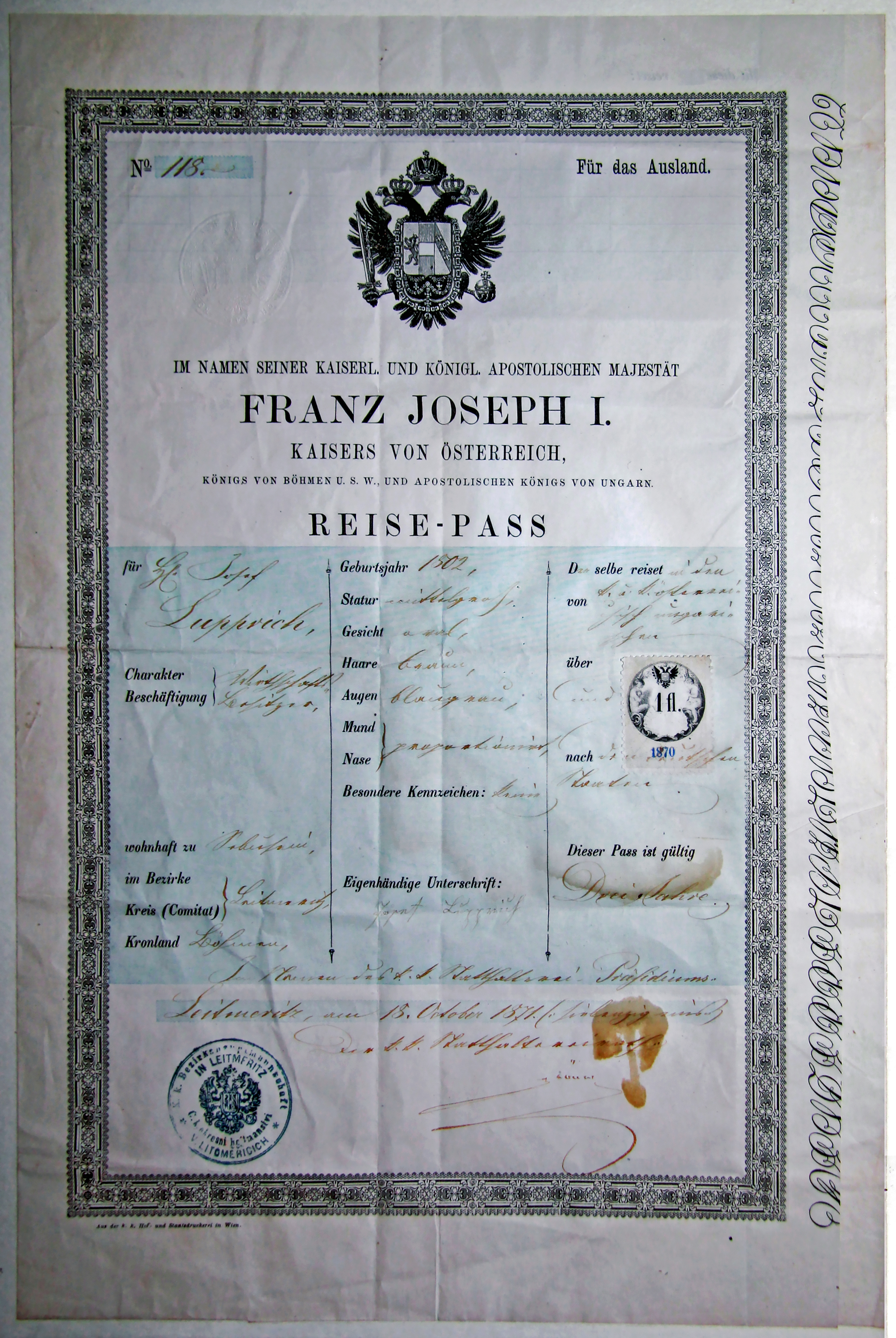
جواز سفر الإمبراطورية النمساوية المجرية صادر في بوهيميا عام 1871.
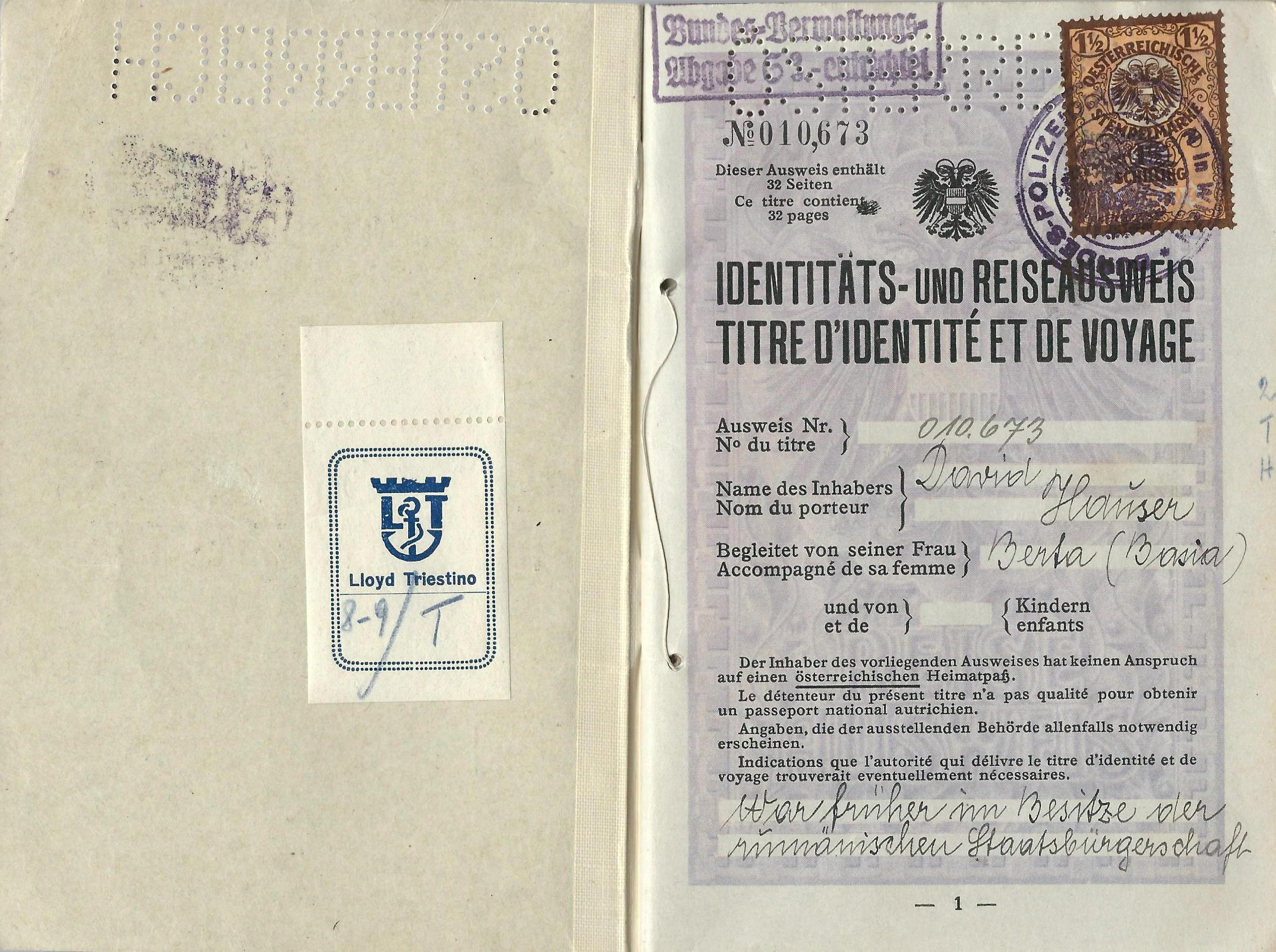
جواز سفر نمساوي عديم الجنسية يُستخدم للهجرة إلى فلسطين الانتدابية (1936).
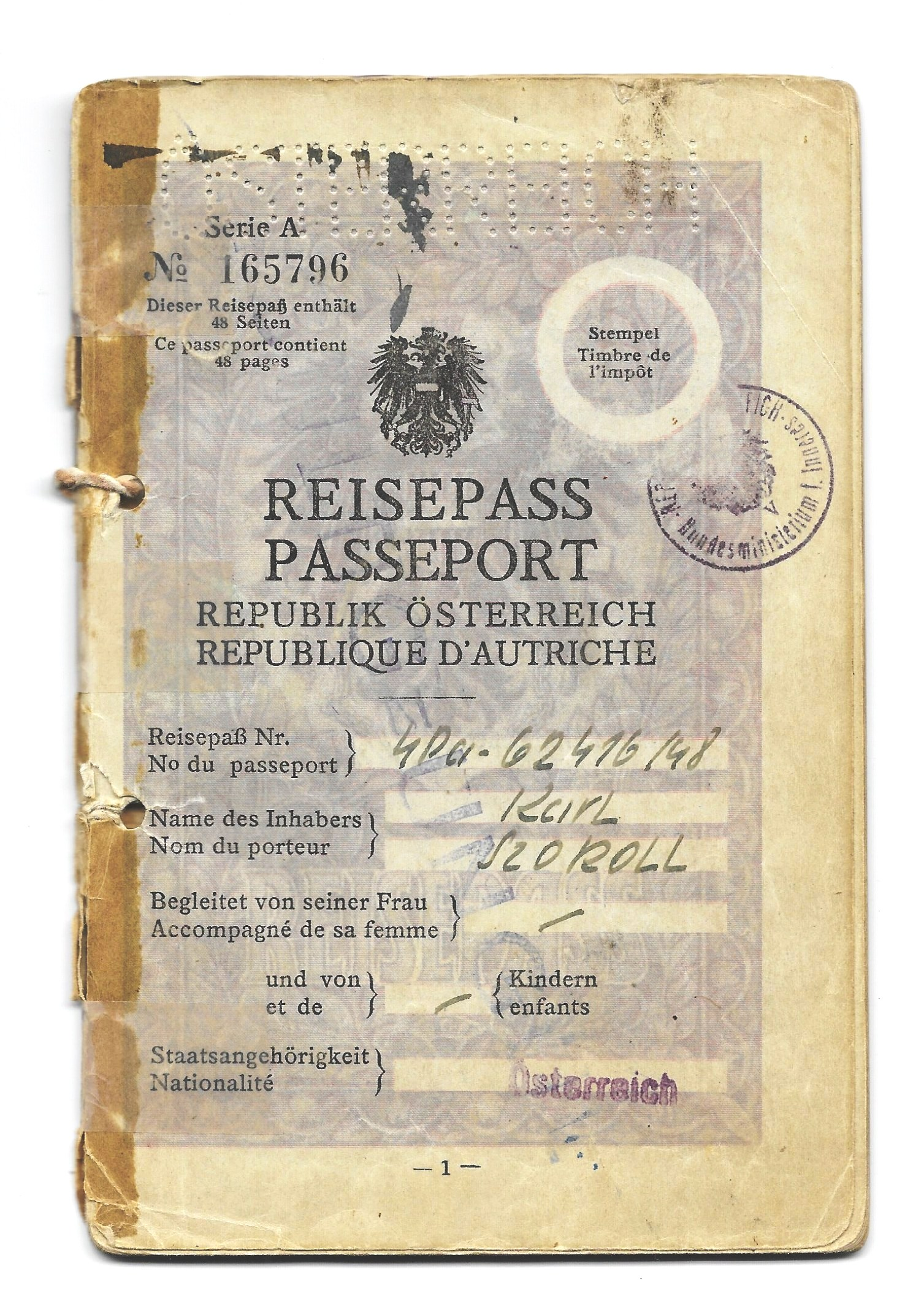
جواز سفر نمساوي لكارل زوكول عام 1948.
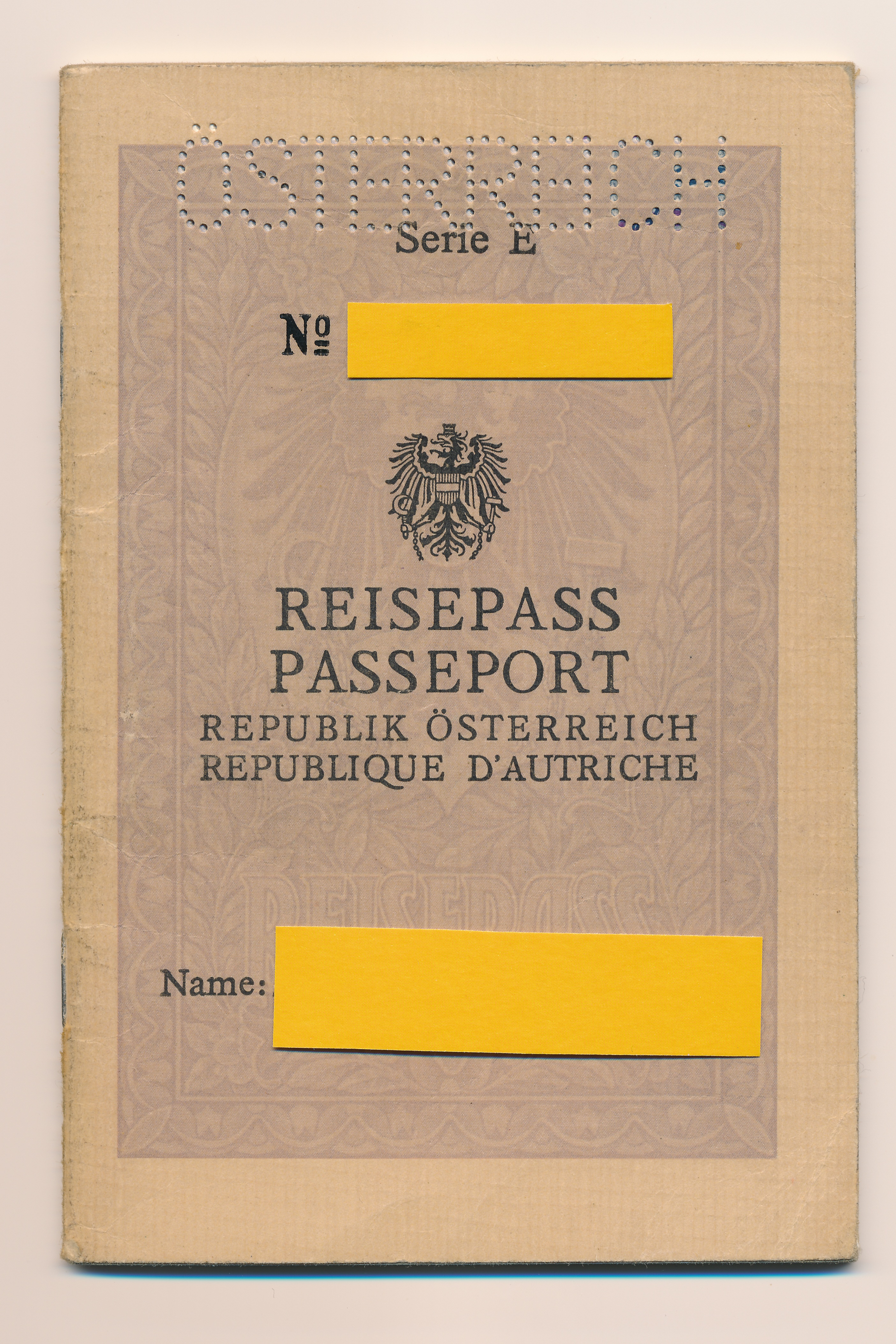
جواز سفر نمساوي صادر عام 1970.
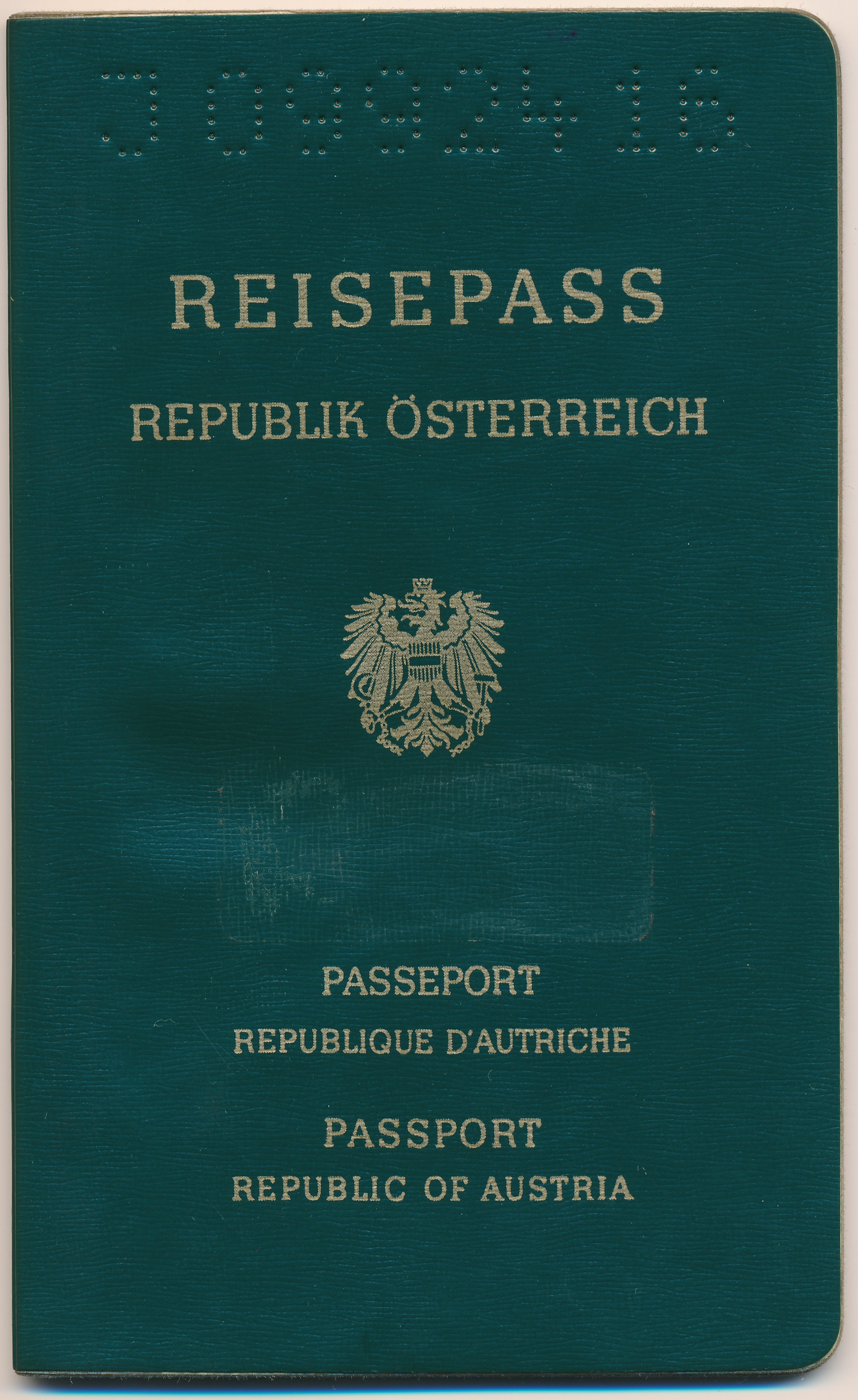
جواز سفر نمساوي صادر عام 1980.
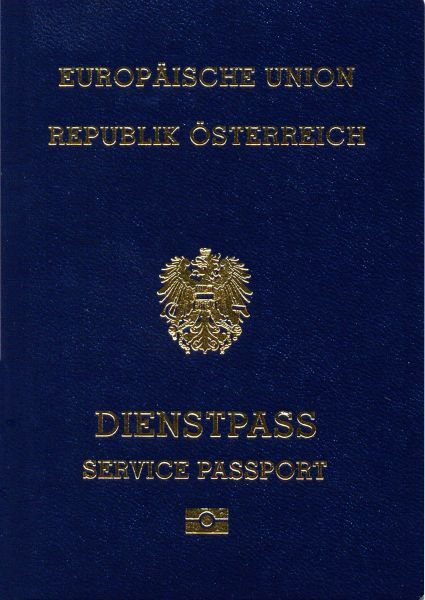
جواز سفر نمساوي معاصر.
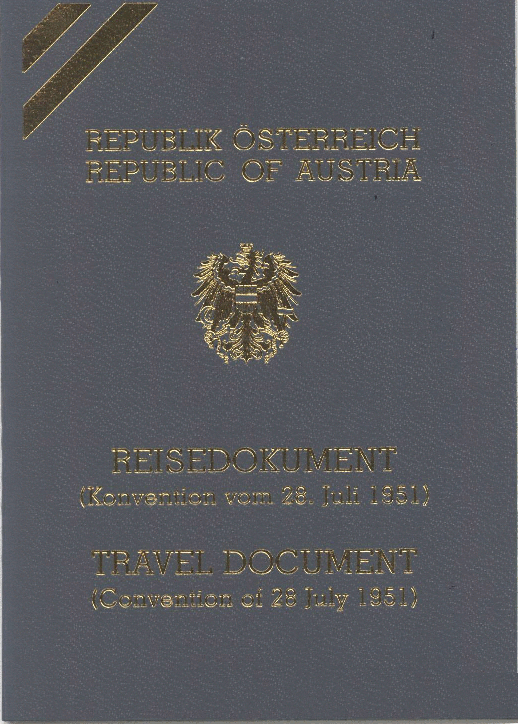
وثيقة السفر اللاجئين